# Liolaemus abaucan
Liolaemus abaucan är en ödleart som beskrevs av  Richard Etheridge 1993. Liolaemus abaucan ingår i släktet Liolaemus och familjen Tropiduridae. Inga underarter finns listade i Catalogue of Life.